# Pädosexualität
Pädosexualität bedeutet, als erwachsener Mensch sexuelle Handlungen an oder mit Kindern (unter 14 Jahren) durchzuführen, was in den meisten Ländern einen strafrechtlichen Tatbestand darstellt. Kommt es zu sexuellen Handlungen an oder mit Kindern, sprechen Mediziner von Pädosexualität. Juristisch gesehen ist dann der Tatbestand des sexuellen Missbrauchs von Kindern erfüllt (Pädokriminalität).
In einer Fachpublikation beziffert der Herausgeber Klaus Michael Beier den Anteil an Sexualstraftaten, die durch pädophil veranlagte Täter an Kindern verübt werden, bei 30 bis 50 Prozent, während für die restlichen Taten Ersatz- oder Ausweichtäter verantwortlich sind, deren sexuelles Interesse auf Erwachsene ausgerichtet ist. Eine 2010 veröffentlichte Studie der Universität Regensburg geht davon aus, dass 60 Prozent der wegen sexueller Übergriffe auf Kinder Inhaftierter keine Pädophilie aufwiesen.
Die Bewertung sexueller Handlungen an Kindern änderte sich seit den 1960er Jahren: Nachdem sie zunächst im Zuge der „Sexuellen Revolution“ seit den frühen 1960er Jahren eher positiv gesehen wurden, wurde vor allem durch die Debatte um sexuellen Missbrauch in der Neuen Frauenbewegung seit  Mitte der 1980er Jahre die Schädigung von Kindern ins Zentrum gestellt, die Opfer sexueller Übergriffe durch Erwachsene wurden. Heutiger wissenschaftlicher Konsens ist, dass Kinder und teilweise Jugendliche zwar willentlich in sexuelle Handlungen einwilligen können, dabei aber nicht die Tragweite einer solchen Zustimmung überschauen. Demnach stimmten sie der Handlung nicht wissentlich (informiert) zu, unabhängig davon, wem sie zustimmen.

## Differenzierung

### Pädosexualität
Der Begriff Pädosexualität beschreibt realisierte sexuelle Handlungen von Erwachsenen an oder mit Kindern und wurde erstmals 1987 von Martin Dannecker definiert, der damals als Sexualwissenschaftler am Universitätsklinikum Frankfurt tätig war. Die damalige Definition ist im Kern erhalten und bezeichnet sexuelle Kontakte jeglicher Art zwischen Erwachsenen und Kindern als sexuellen Missbrauch. Dies beinhaltet sämtliche sexuell konnotierte Kontakte, einschließlich der gewaltlosen Verführung, der pädosexuellen Beziehung und des gewaltsamen Übergriffs. Dabei ist es unwesentlich, ob es sich um eine langjährige Beziehung oder einen einmaligen Gelegenheitsübergriff handelt. Auch Handlungen wie Exhibitionismus, die ohne Körperkontakt vollzogen werden, zählen laut Dannecker zur Pädosexualität.
Kritiker monierten zunächst, dass nicht länger zwischen Handlungen, die unter Gewalteinwirkung zu Stande kamen, und vermeintlich „freiwillig“ ausgeführten Handlungen unterschieden wurde. Zu den weiblichen Forscherinnen, die noch in den 1990er Jahren monierten, der sexuelle Akt werde durch diese Verallgemeinerung isoliert und per se als traumatisierendes Ereignis bewertet, zählte Hertha Richter-Appelt. Auch Eberhard Schorsch hatte ursprünglich eingewendet, der Beziehungshorizont werde bei dieser Form von Definition nicht ausreichend berücksichtigt. Mittlerweile ist sich die Fachwelt überwiegend einig, dass jede sexuelle Handlung, an der Kinder beteiligt sind, als sexueller Missbrauch im Sinne von Pädosexualität einzustufen ist. Da sich die Beteiligten auf einem unterschiedlichen Entwicklungsstand befinden, ist eine Einwilligung des Kindes ebenso unmöglich wie eine Entlastung des erwachsenen Partners durch Nichtanwendung körperlicher Gewalt.
Strafrechtlich werden pädosexuelle Handlungen in den meisten Ländern als sexueller Kindesmissbrauch verfolgt. Ausgelebte Handlungen an oder mit Kindern sind separat von einer pädophilen Disposition zu betrachten, da die nicht ausgelebte Neigung nicht mit einer Täterschaft gleichzusetzen ist.

### Pädophilie
Pädophilie zählt zu den Paraphilien und bezeichnet die Disposition, sexuelles Interesse an Kindern zu verspüren, und zwar unabhängig davon, ob diese Neigung ausgelebt wird. Wenn dies nicht der Fall ist, die Präferenz also nicht ausgelebt wird (auch nicht durch die Nutzung von Kinderpornografie), besteht kein Straftatbestand.
Nach Schätzungen des deutschen Präventionsnetzwerkes Kein Täter werden hat rund ein Prozent der männlichen Bevölkerung in Deutschland eine pädophile Neigung im Sinne einer klinisch diagnostizierbaren Pädophilie. Da Pädophilie fast ausschließlich bei Männern diagnostiziert  wird, können zur Häufigkeit betroffener Frauen derzeit keine Angaben gemacht werden.
Zu sexuellen Phantasien, in denen Kinder eine Rolle spielen, bekannten sich laut sexualwissenschaftlichen Untersuchungen zwischen 4,1 und 9,5 Prozent der männlichen Probanden, während 3,2 bis 3,8 Prozent der Befragten sogar sexuelles Verhalten mit Kindern einräumten.
Als klinisches Krankheitsbild wird Pädophilie zu den Störungen der Sexualpräferenz gezählt, wobei die Motivation, sich in Behandlung zu begeben, eng an den Leidensdruck der Betroffenen gebunden ist. Behandlungsmöglichkeiten sind psychotherapeutische Verhaltenstherapie und medikamentöse Behandlung. Dabei ist Prävention ein wichtiges Ziel, nicht nur wenn es um konkretes Ausleben von Pädosexualität geht, sondern auch hinsichtlich des Konsums von Kinderpornografie.

### Verwendung der Begriffe Pädophilie vs. Pädosexualität
Auf der Webpräsenz der unabhängigen Beauftragten für Fragen des sexuellen Kindesmissbrauchs werden die Begriffe ebenfalls gegeneinander abgegrenzt. Die Autoren der Seite empfehlen, den Begriff Pädosexualität anstelle von Pädophilie zu verwenden, da Pädosexualität einerseits das sexuelle Begehren in den Vordergrund stelle und der Begriff „Pädophilie“ in den Sozialwissenschaften umstritten ist, da -philie (griech.) „Liebe“ bedeutet. Auch die unabhängige Kommission zur Aufarbeitung sexuellen Kindesmissbrauchs hält den Begriff Pädosexualität für angemessener. Beide Stellen empfehlen, bei der Umsetzung von pädosexuellen Wünschen, in Form von strafbaren, sexuellen Handlung von Erwachsenen oder Jugendlichen an oder mit Kindern von „Pädokriminalität“ zu sprechen.

## Was über die Opfer bekannt ist
Für die MiKADO-Studie befragten Forscher der Universität Regensburg fast 8000 junge Erwachsene im Alter von 18 bis 30 Jahren anonym online. Von den Befragten gaben 8,5 Prozent an, als Kind sexuelle Übergriffe erlebt zu haben, die über unerwünschtes Berühren bis hin zu schweren sexuellen Übergriffen und zu belastenden sexuellen Onlineerfahrungen reichten.
Der Anteil der betroffenen Mädchen war mit 11,6 Prozent mehr als doppelt so hoch wie der betroffener Jungen mit 5,1 Prozent.
Die Opfer waren beim ersten Übergriff im Durchschnitt 7,9 Jahre alt, wenn es sich um Jungen handelt, während Mädchen im Schnitt 10,5 Jahre alt waren. Drei Faktoren erhöhten dabei zusätzlich das Risiko, zum Opfer zu werden:
- das Leben in einer Großstadt
- zerrüttete Familienverhältnisse (englisch Broken Home)
- vergleichsweise niedriger Bildungsgrad (bei weiblichen Opfern)

Je jünger das Opfer zum Zeitpunkt des Übergriffs war, desto ausgeprägter sind die psychischen Spätfolgen. Häufige Spätfolgen beinhalten unter anderem eine posttraumatische Belastungsstörung und Depressionen. Zwei Drittel der Betroffenen hatten sich, bevor sie an der Befragung teilnahmen, niemandem anvertraut und entsprechend auch keine misshandlungsbezogene therapeutische Hilfe in Anspruch genommen.

## Was über die Täter bekannt ist
In einer für die Universität Wien entstandenen Diplomarbeit aus dem Jahr 2014 wurden insgesamt 473 Täter untersucht, die Kinder sexuell missbraucht hatten. Im Ergebnis konnte dabei zwischen drei unterschiedlichen Sexualpräferenzen unterschieden werden:
- 26,2 Prozent (124 Personen) hatten überhaupt keine pädophile Disposition
- 62,6 Prozent (296 Personen) waren sexuell nicht ausschließlich an Kindern interessiert
- 11,2 Prozent (56 Personen) waren sogenannte Kernpädophile, die ausschließlich an sexuellem Kontakt mit Kindern interessiert sind

Im Rahmen der MiKADO-Studie aus dem Jahr 2015 konnte darüber hinaus nachgewiesen werden, dass Kindesmissbraucher männlichen Geschlechts folgende Eigenschaften überdurchschnittlich oft aufwiesen:
- Merkmale einer antisozialen Persönlichkeitsstörung
- sexuelles Interesse an Kindern (ohne Aussage dazu, ob dieses exklusiv ist)
- geringe Beziehungsdauer zu erwachsenen Partnern
- Risiko, Wiederholungstäter zu werden (laut Selbsteinschätzung)
- eigene sexuelle Missbrauchserfahrung